# قبعة بنما

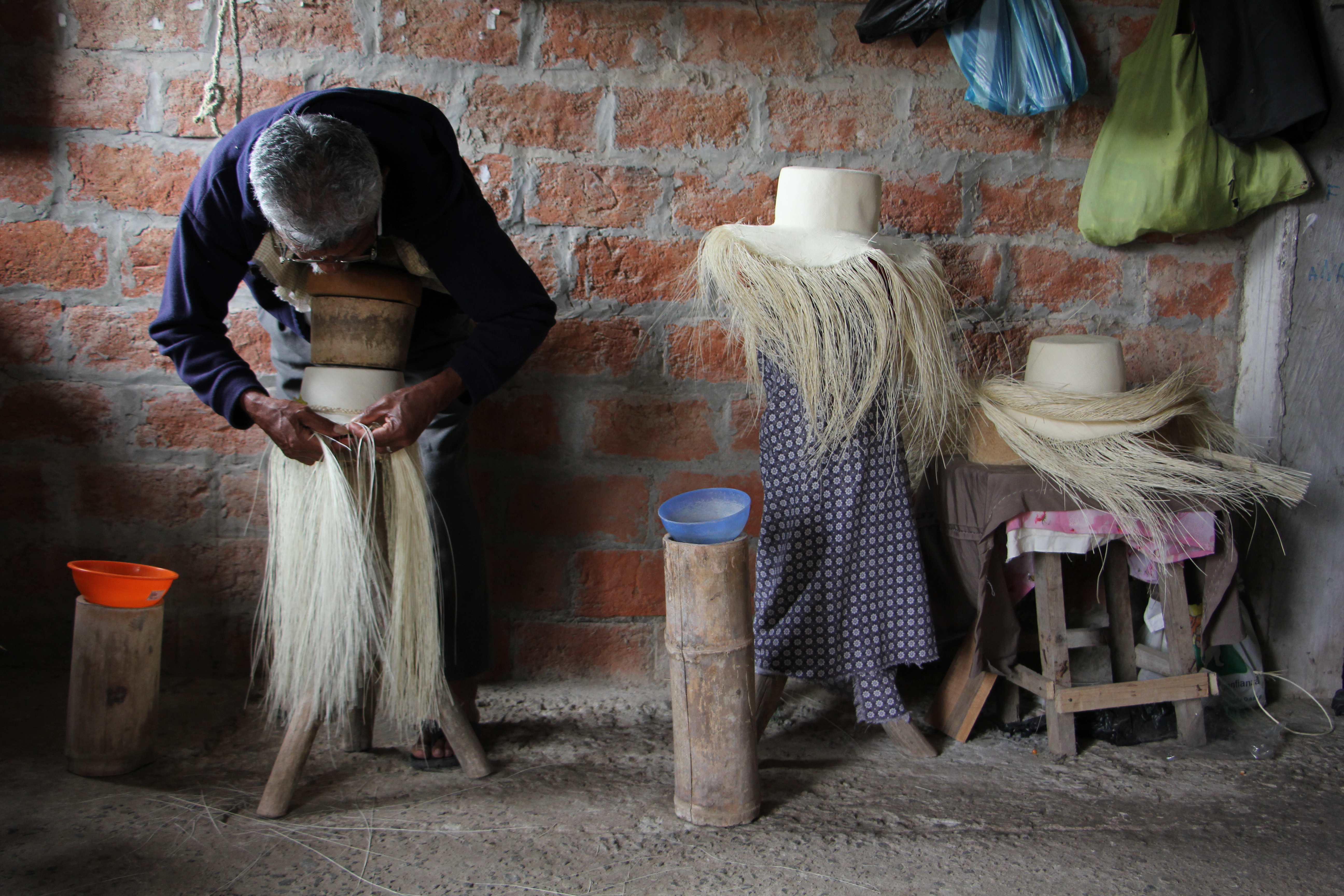
يتم نسج قبعة القش توكيلا من ألياف من نخلة مميزة للساحل الإكوادوري. سينوفيو هو حائك رئيسي ، مع أكثر من 70 عامًا من الخبرة.

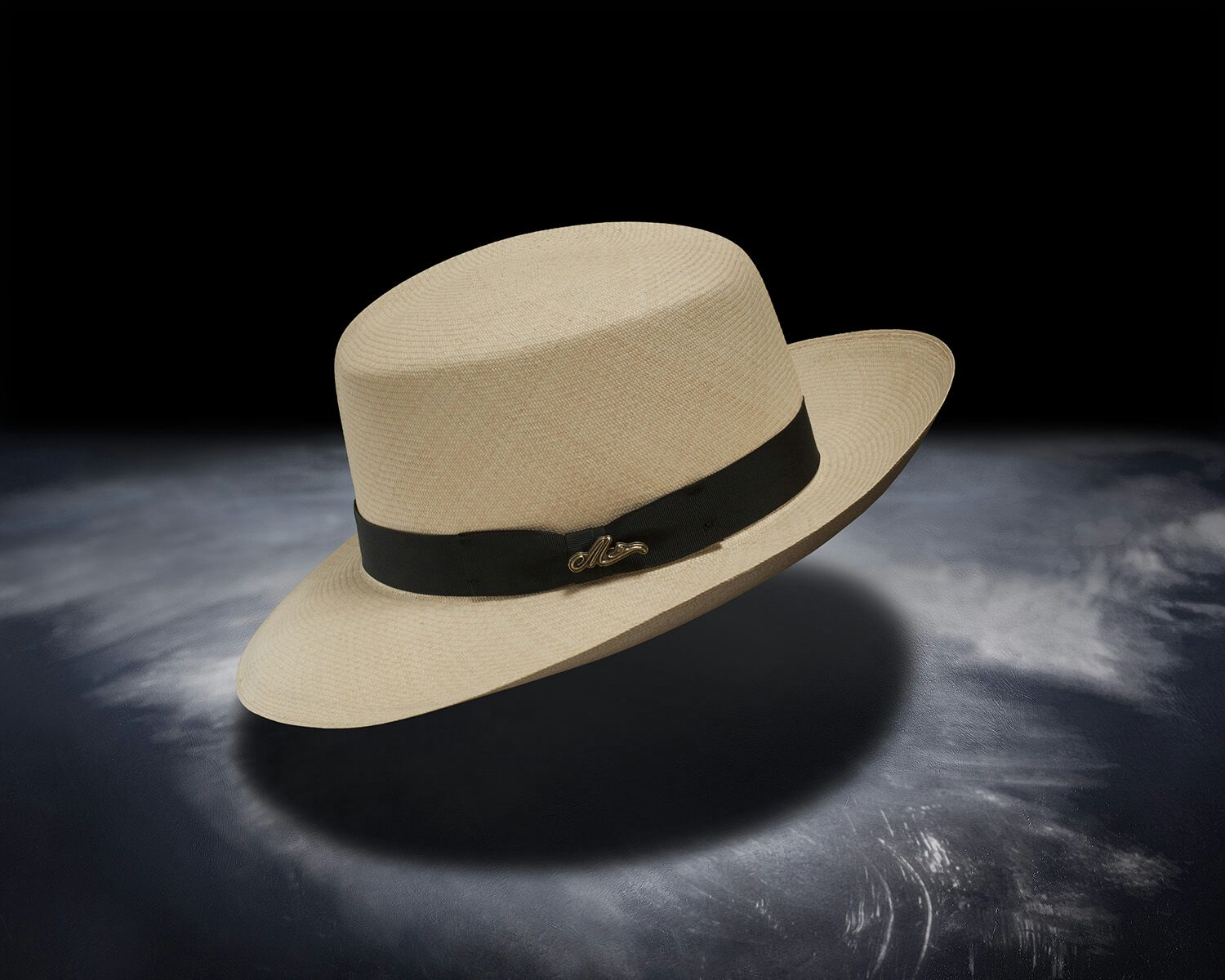
قبعة مونتكريستي الإكوادورية.

قبعة بنما أو الهِبْهابيّة والمعروفة أيضًا باسم القبعة الإكوادورية أو قبعة قش توكيلا، هي قبعة قشية ذات حواف تقليدية من أصل الإكوادوري. تقليديا، كانت القبعات مصنوعة من الأوراق المضفرة من نبات الهبهاب، والمعروف محليًا باسم نخيل توكيلا،  على الرغم من أنها نبات يشبه النخيل بدلاً من النخيل الحقيقي.
القبعات الإكوادورية ذات ألوان فاتحة وخفيفة الوزن وقابلة للتنفس، ويتم ارتداؤها غالبًا كملحقات لملابس الصيف، مثل تلك المصنوعة من الكتان أو الحرير. تميز جودتها، وضيق نسجها، والوقت الذي يقضيه في نسج قبعة كاملة من قش التوكيلا. بدءًا من مطلع القرن العشرين، أصبحت هذه القبعات شائعة كإكسسوارات استوائية وشاطئ البحر بسبب سهولة ارتدائها وقابليتها للتهوية.

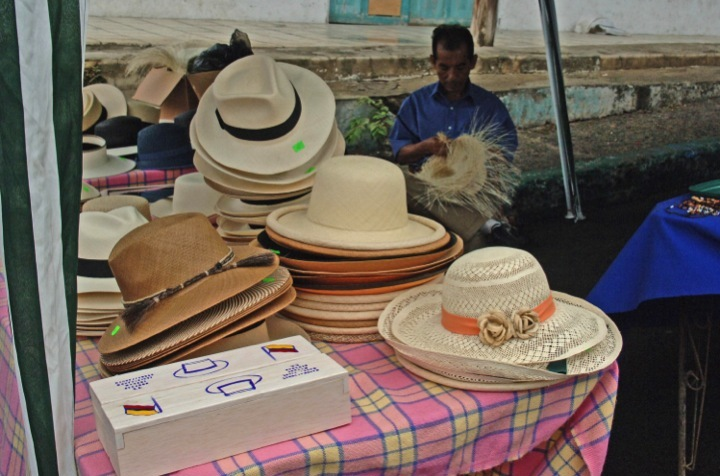
موقف قبعة في مونتكريستي ، الإكوادور.

تمت إضافة فن نسج قبعة التوكيلا الإكوادورية التقليدية إلى قوائم التراث الثقافي غير المادي لليونسكو في 5 ديسمبر 2012.

## التاريخ
بداية من أوائل إلى منتصف القرن السابع عشر، تطورت نسج القبعات كصناعة منزلية على طول الساحل الإكوادوري وكذلك في المدن الصغيرة في جميع أنحاء سلسلة جبال الأنديز. نمت نسج وارتداء القبعات بشكل مطرد في الإكوادور خلال القرنين السابع عشر والثامن عشر.
في عام 1835، وصل مانويل ألفارو إلى مونتيكريستي ليصنع اسمه وثروته في قبعات بنما. أسس تجارة قبعة بنما مع هدفه الرئيسي هو التصدير. كانت سفن الشحن من غواياكيل ومانتا مملوءة ببضائعه وتوجهت إلى خليج بنما. ازدهرت أعماله مع وصول المزيد والمزيد من المنقبين عن حمى الذهب ومروا عبر بنما بحاجة إلى قبعة للشمس.
واحدة من أولى المدن التي بدأت في نسج القبعات في جبال الأنديز هي المدرسة الرئيسية، وهي جزء من كانتون تشورديليغ في مقاطعة أزواي. تم شحن قبعات القش المنسوجة في الإكوادور، مثل العديد من السلع الأخرى في أمريكا الجنوبية في القرن التاسع عشر وأوائل القرن العشرين، أولاً إلى برزخ بنما قبل الإبحار إلى وجهاتهم في آسيا وبقية الأمريكتين وأوروبا، والحصول بعد ذلك على اسم يعكس وجهة نظرهم بيع دولي - «قبعات بنما» - بدلاً من مكانها الأصلي.
تم استخدام المصطلح بحلول عام 1834 على الأقل. ازدادت شعبية القبعات في منتصف القرن التاسع عشر عندما سافر العديد من عمال المناجم في حمى ذهب كاليفورنيا إلى كاليفورنيا عبر برزخ بنما وشركة باسيفيك ميل ستيمشيب. في عام 1906  ، زار الرئيس الأمريكي ثيودور روزفلت موقع بناء قناة بنما وتم تصويره وهو يرتدي قبعة بنما، مما زاد من شعبية القبعات. على الرغم من أن قبعة بنما تواصل توفير سبل العيش لآلاف الإكوادوريين، إلا أن أقل من اثني عشر من النساجين القادرين على صنع أفضل «مونتكريستي سوبرفينوس» باقون. يتضاءل الإنتاج في الإكوادور، بسبب المشاكل الاقتصادية في الإكوادور والمنافسة من منتجي القبعات الصينية.

### قبعة تامسوي
كانت قبعة تامسوي قبعة من القش صنعت في فورموزا (تايوان الآن) للتنافس مباشرة مع بنما في أوائل القرن العشرين. تم صنع قبعات تامسوي من ألياف باندانوس أودوراتيسيموس ، التي نمت بكثرة في الجزيرة. عندما احتفظوا ببياضهم، وكانوا قابلين للغسل، ويمكن طيها وحملها دون ضرر، استبدلت قبعات تامسوي بنما الأكثر تكلفة في شرق آسيا في أوائل القرن العشرين.

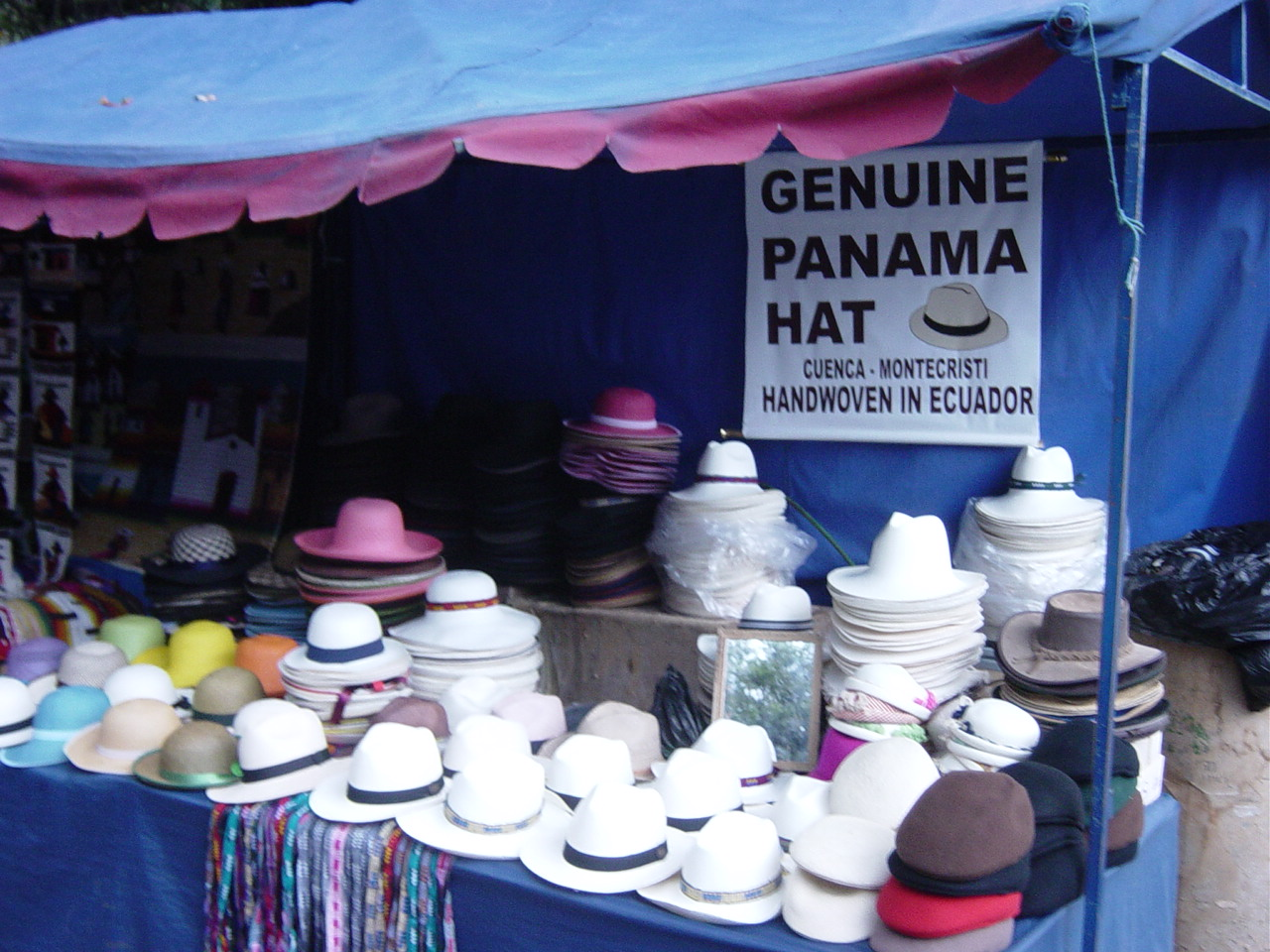
تباع قبعات بنما في سوق الشارع في الإكوادور

## الجودة

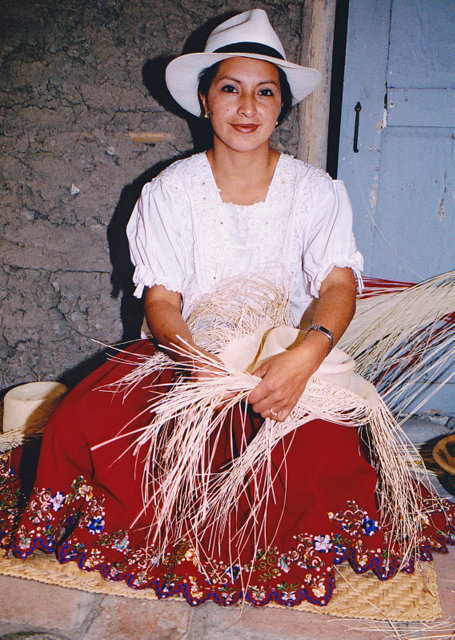
مصممة القبعات في العمل ، الإكوادور

العمليتان الرئيسيتان في إنشاء قبعة بنما هي النسيج والحجب. النوعان الأكثر شيوعًا من النسج هما الكوينكا و بريسا. يتميز نسج كوينكا بمظهر متعرج ويستخدم أكثر من القش بقليل من نسج بريسا . يتميز نسج بريسابمظهر ألماس / مربعات صغيرة. هذا النوع من النسج أقل تعقيدًا ولكن يُنظر إليه على أنه أدق من نسج كوينكا من قبل البعض لأنه أخف. تشمل الأنواع الأخرى من النسج الكروشيه ، والهوى ،  التورسيدو، والنظام الجديد. 
يتم تحديد جودة قبعة بنما من ضيق النسيج. كان نسج القبعة الناعم مثاليًا للحماية من أشعة الشمس الاستوائية. تاريخيا، لقياس ضيق النسج، تم استخدام أداة مربعة بسيطة تشبه إطارًا لصورة مقاس بوصة واحدة. كانت فتحة هذا الإطار 25 مم، أو حوالي 1 بوصة. سيضع المنظم هذا الإطار على بعد بوصة واحدة من حافة حافة القبعة، ثم يحسب قمم الحياكة المتقاطعة، المسماة كاريرا، تتحرك في اتجاه مواز. كلما كان النسيج أكثر إحكامًا، تم إحصاء المزيد من الكارير . سيتم ضرب هذا الرقم في اثنين وتسويته مقابل مخطط الدرجات. يتكون الصف 20 المكرر للغاية من 16 كاريراس. 

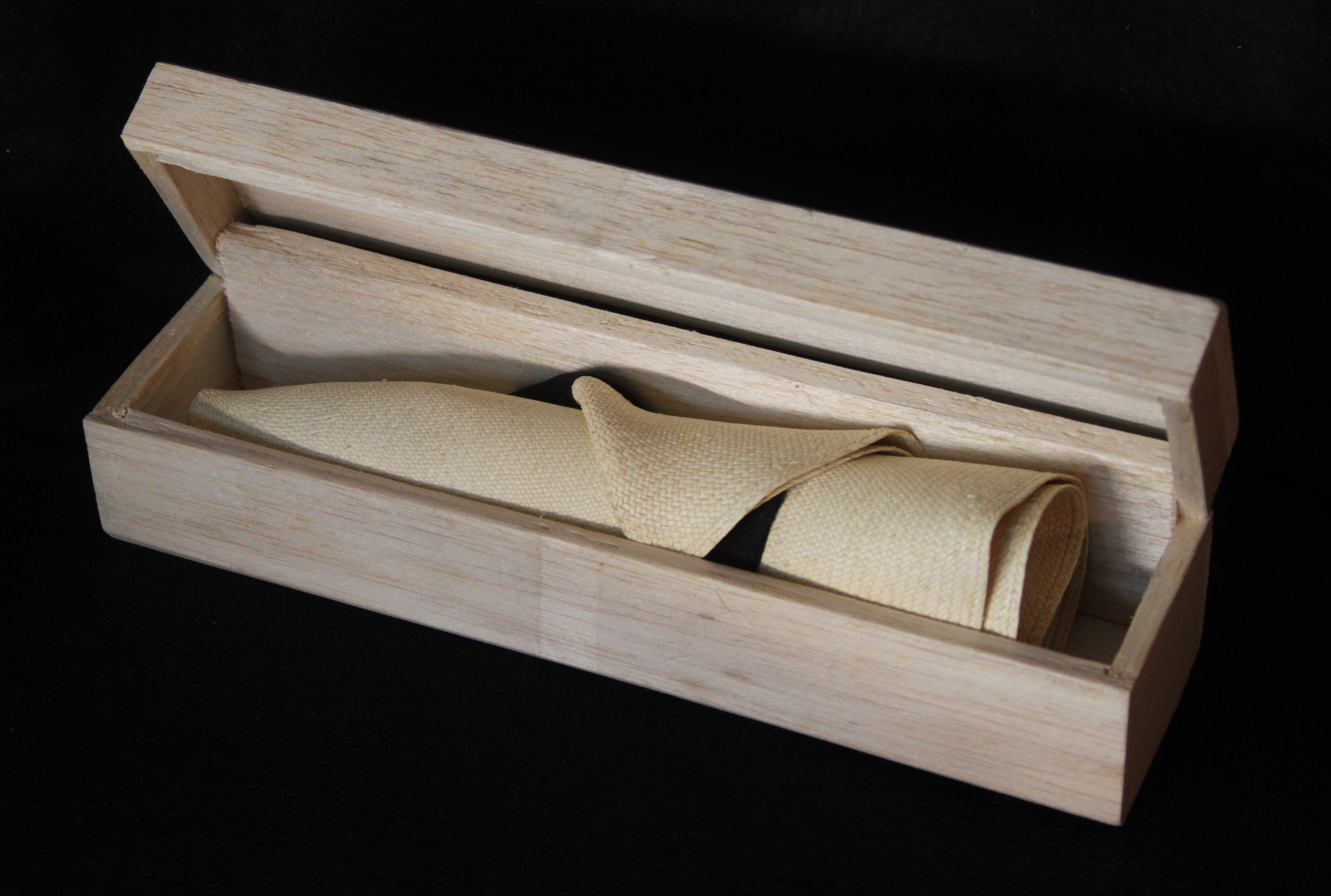
ملفوفة مونتكريستي بنما ملفوفة في صندوق

يعتمد سعر هذه القبعات على الوقت والجودة اللتين يضعهما النساج في القبعة. يمكن أن يستغرق الحائك الرئيسي ما يصل إلى ثمانية أشهر لنسج قبعة واحدة. يمكن أن يبيع النساجون قبعة واحدة للمشترين مقابل 200 دولار. بمجرد بيع القبعة إلى المشتري، ستمر عبر المزيد من الأشخاص الذين «سينهون الحافة، ويشكلونها، ويزيلون العيوب، ويبيضون القش، ويضيفون العلامات التجارية الداخلية والخارجية.»  بعد أن مرت هذه القبعة بستة أشخاص على الأقل، يمكن بيعها خارج إكوادور مقابل 450 دولارًا إلى 10000 دولار. يمكن بيع أفضل القبعات لما يصل إلى خمسين مرة أكثر مما يدفعه حائك واحد لمدة ثمانية أشهر من العمل.
تُعرف القبعات الأفضل جودة باسم مونتكريستيس، بعد بلدة مونتكريستي، حيث يتم إنتاجها. أندر وأغلى قبعات بنما منسوجة يدويًا بما يصل إلى 3000 نسج لكل بوصة مربعة. في فبراير 2014، قام سيمون إسبينال، وهو حائك قبعة بنما إكوادوري يبلغ من العمر 47 عامًا يعتبر من بين الأفضل في حرفته، بتسجيل رقم قياسي عالمي من خلال إنشاء قبعة بنما بأربعة آلاف نسج في البوصة التي استغرقت ثمانية أشهر للحرف اليدوية منذ البداية إلى النهاية.
وفقا للتقاليد الشعبية، يمكن لقبعة بنما «فائقة النعومة» أن تحمل الماء، وعند طيها، تمر عبر خاتم زواج.

## الاسم

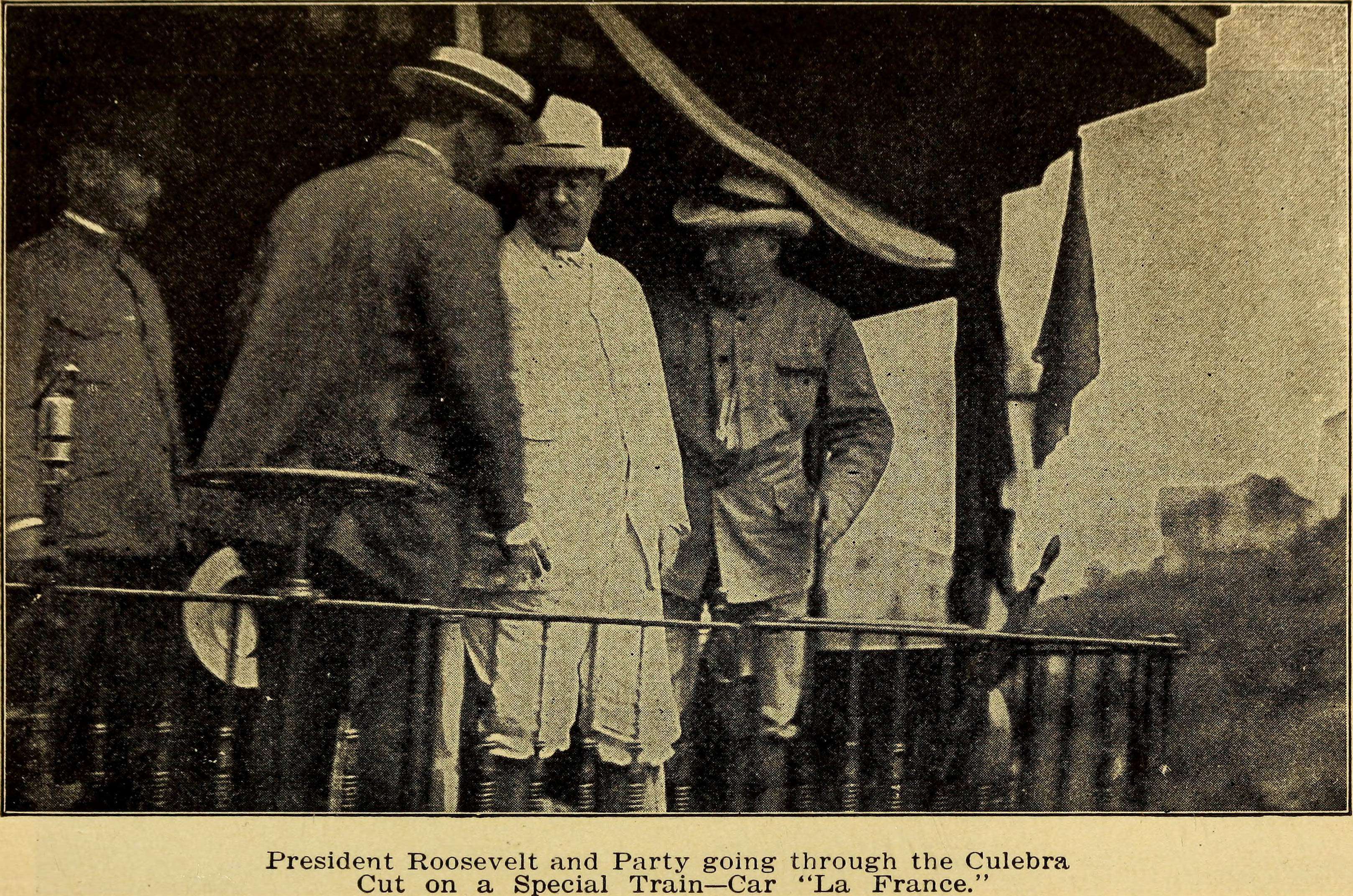
الرئيس الأمريكي ثيودور روزفلت يرتدي قبعة بنما أثناء زيارته لقناة بنما.

على الرغم من اسمها، لم تُصنع قبعات بنما في بنما. نشأت في الإكوادور حيث تم صنعها حتى يومنا هذا. تاريخيا، في جميع أنحاء أمريكا الوسطى والجنوبية، أشار الناس إلى قبعات بنما باسم القبعات «خيبيخابا» أو «توكيلا» أو «مونتكريستي» (الجملتان الأخيرتان لا تزالان قيد الاستخدام اليوم).  نشأ تعيينهم كقبعات بنما في خمسينيات القرن التاسع عشر، عندما هاجر صناع القبعات الإكوادوريون إلى بنما، حيث كانوا قادرين على تحقيق أحجام تجارية أكبر بكثير.

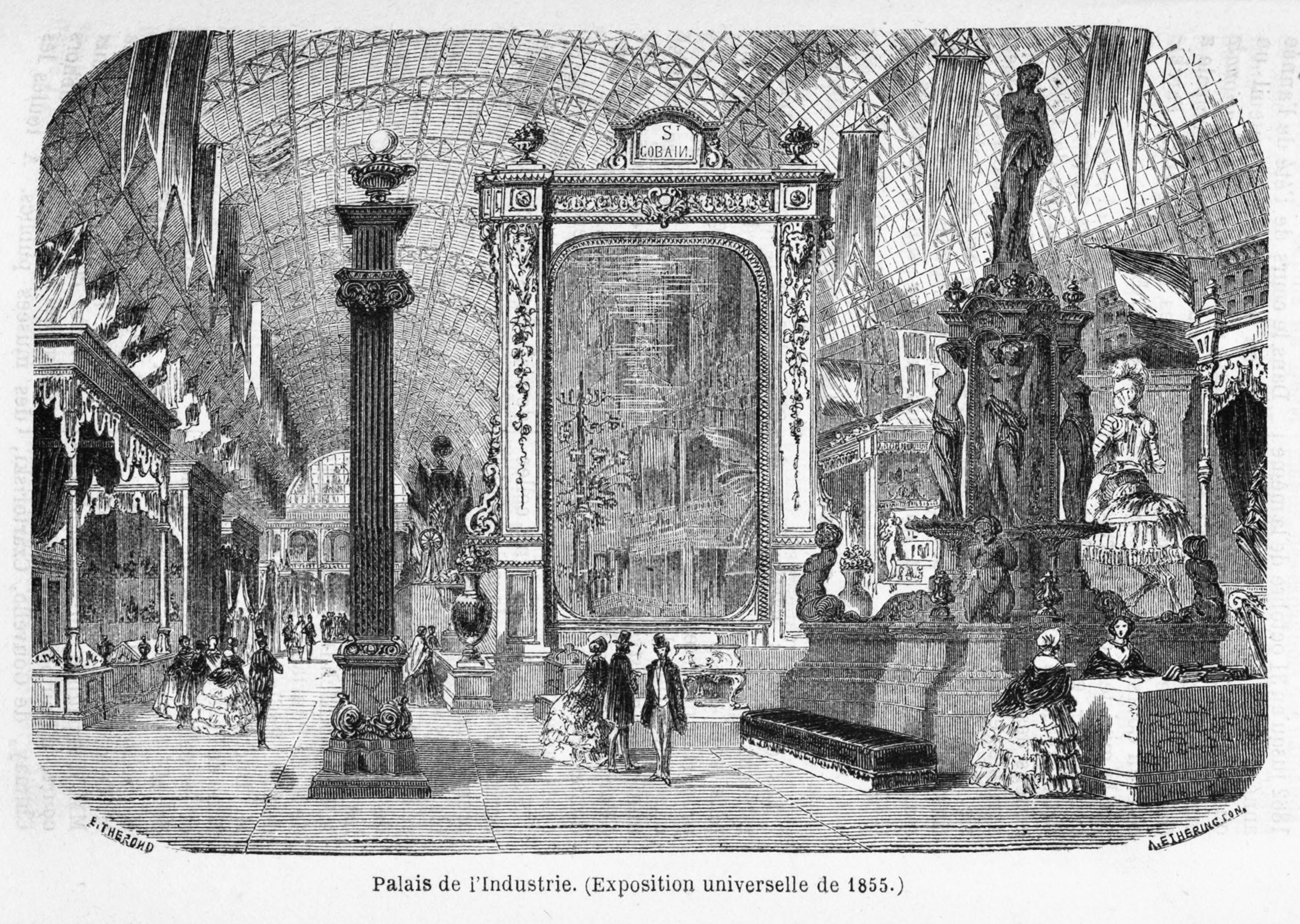
ظهرت قبعات بنما لأول مرة دوليًا في معرض العالم 1855.

دفع انخفاض السياحة في الإكوادور ومستويات التجارة الدولية خلال خمسينيات القرن التاسع عشر صانعي القبعات إلى أخذ حرفهم إلى مركز التجارة المزدحم في بنما. هناك، تمكن صانعو القبعات من بيع القبعات أكثر من أي وقت مضى في الإكوادور. تم بيع القبعات إلى المنقبين عن الذهب الذين يسافرون عبر بنما إلى كاليفورنيا خلال الاندفاع التاريخي لكاليفورنيا. سيخبر المسافرون الناس الذين يعجبون بقبعاتهم أنهم اشتروها في بنما. لذا، سرعان ما أصبحت القبعات تعرف باسم «قبعات بنما». 
بعد فترة وجيزة في المعرض العالمي لعام 1855 في باريس، ظهرت قبعات بنما لأول مرة على نطاق عالمي. ومع ذلك، لم يذكر كتالوج المعرض الإكوادور كبلدها الأصلي. وقد أدرجت هذا النوع من القبعات على أنه «قبعة قماش» على الرغم من أنه من الواضح أنه لم يكن مصنوعًا من القماش.
تم تعزيز اسم «قبعة بنما» من خلال رحلة الرئيس ثيودور روزفلت للإشراف على بناء قناة بنما. استخدم روزفلت قدرته الطبيعية في حشد الدعاية من خلال طرح سلسلة من الصور في موقع بناء قناة بنما في عام 1906. كانت تقنية التصوير الفوتوغرافي حديثة نسبيًا في ذلك الوقت، ولم يكن الرئيس روزفلت خجولًا بشأن استخدام الصحافة لصالحه. وأظهرت صور زيارته زعيما قويا وقاسيا يرتدي بهدوء بدلات فاتحة اللون يرتدي قبعات بنما المصنوعة من الاكوادوريين.